# Ai-Da
Ai-Da es descrito por su creador como "el primer artista robot humanoide ultra realista del mundo".   Completado en 2019, Ai-Da es un robot de inteligencia artificial que realiza dibujos, pinturas y esculturas. Su nombre se debe a Ada Lovelace  El robot ganó atención internacional cuando fue capaz de dibujar personas de vista con un lápiz usando su mano biónica y cámaras en sus ojos. 

## Historia
En 2019, Ai-Da fue concebido por el galerista Aidan Meller como un generador de arte de inteligencia artificial implementado en un robot humanoide realista. El hardware se construyó en colaboración con Engineered Arts, una empresa de robótica de Cornualles.  Los algoritmos gráficos que le permiten dibujar fueron desarrollados por investigadores de inteligencia artificial informática de la Universidad de Oxford,  y el brazo con el que dibuja fue desarrollado por Salaheldin Al Abd y Ziad Abass, estudiantes de la Escuela de Ingeniería Electrónica y Eléctrica de la Universidad de Leeds.   En abril de 2022, Ai-Da fue equipado con un nuevo brazo que le permitió pintar usando una paleta, mostrado por primera vez en la British Library de Londres. 
Aidan Meller presentó los resultados de Ai-Da en una muestra individual llamada Ai-Da: Portrait of a Robot en el Design Museum de Londres, incluidos "autorretratos", una aparente paradoja dado que un robot no tiene un "yo". Esto planteó preguntas sobre la identidad en la era digital y los efectos que la inteligencia artificial puede tener en el arte en el futuro.   También fue el primer humanoide en idear una fuente, que se exhibe en el Museo del Diseño. 
En 2022, se agregaron a las capacidades de Ai-Da algoritmos para la escultura colaborativa.  

## Características

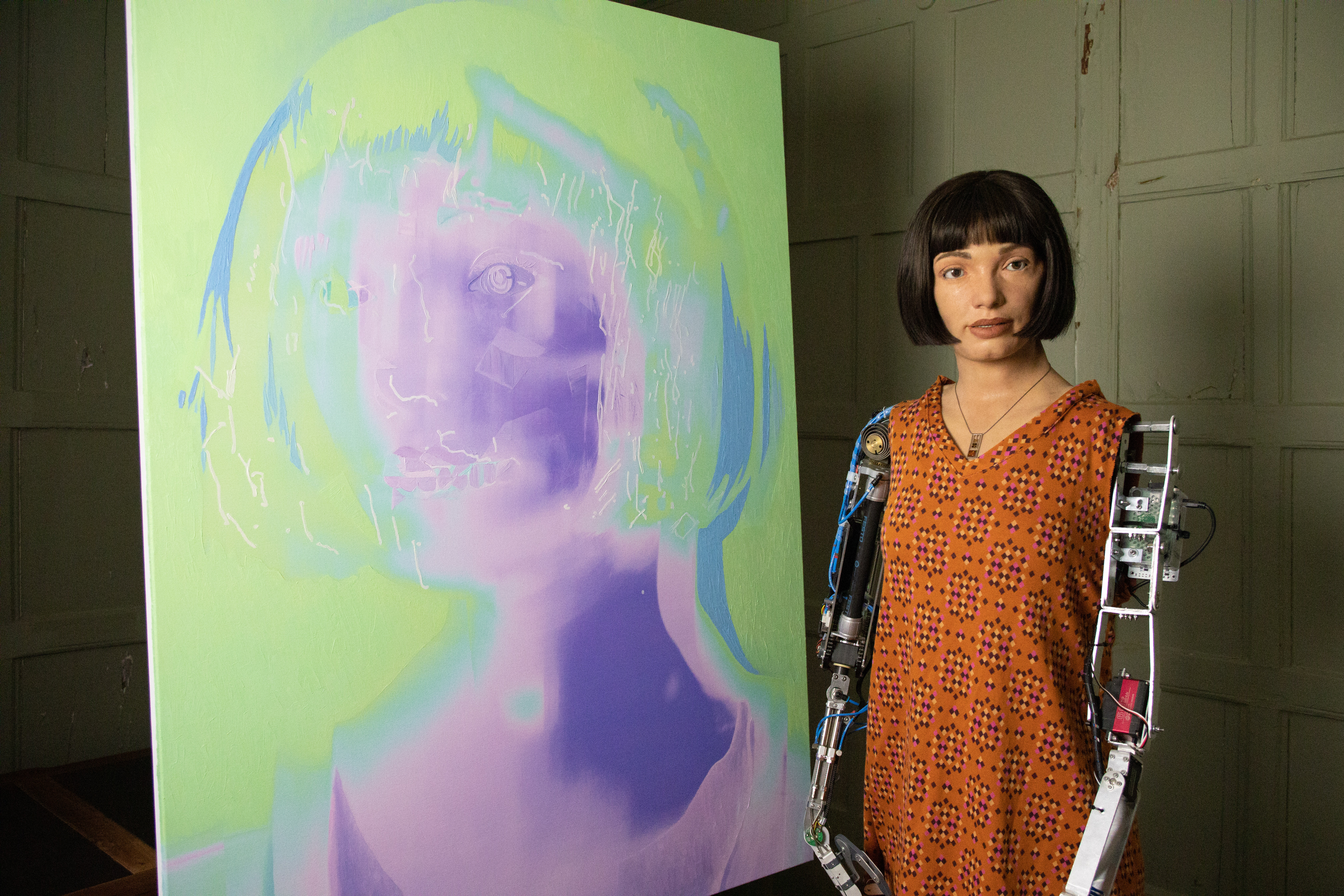
Ai-Da con autorretrato (2021)

Ai-Da se puede mostrar tanto de pie como sentado; aunque tiene piernas, no puede caminar.  Un par de cámaras en los ojos del le permiten hacer contacto visual y, junto con un algoritmo de visión por computadora y un brazo robótico modificado, crear bocetos de los alrededores.  Uno de los desarrolladores de Ai-Da describió los bocetos resultantes como "fragmentados" y "abstractos, inquietantes y con un estilo fragmentado". 
Las pinturas atribuidas a Ai-Da fueron creadas previamente por artistas humanos basándose en los bocetos del robot,  sin embargo desde entonces ha sido equipado con hardware y software capaz de crear pinturas de forma autónoma.  
Ai-Da se ha exhibido junto a esculturas,  sin embargo la participación del robot en la creación de esculturas es mínima: los bocetos a lápiz creados por Ai-Da son convertidos en esculturas por un artista no acreditado, luego impresos en 3D y fundidos en bronce. 
Además de generar arte, Ai-Da supuestamente puede usar "análisis de patrones de habla, además de un banco de datos interno de palabras" para generar poesía,  así como responder preguntas (cuando se envían a sus desarrolladores con anticipación) usando un modelo de lenguaje. 

## Espectáculos y apariciones
- En mayo de 2019, Ai-Da realizó una actuación en directo llamada Privacy en St Hugh's College, Oxford. Esta obra fue un homenaje a la obra fundamental de Yoko Ono , Cut Piece. [17]
- En junio de 2019, el arte generado por Ai-Da se presentó en una muestra de galería llamada Unsecured Futures en St John's College, Universidad de Oxford. [18]
- En junio de 2019, Ai-Da apareció en el Barbican Centre de Londres en WIRED Pulse: AI.
- En septiembre de 2019, la exposición del Laboratorio Europeo de Inteligencia Artificial Ars Electronica, Linz, Austria, titulada Out of the Box: The Midlife Crisis of the Digital Revolution invitó a Ai-Da a realizar una actuación. [19]
- En noviembre de 2019, Ai-Da se exhibió en Abu Dhabi Art en Manarat Al Saadiyat, Emiratos Árabes Unidos.
- En diciembre de 2019, Ai-Da tuvo su primera "entrevista" con Tim Marlow, director artístico de la Royal Academy, en Sarabande (Fundación Alexander McQueen), Londres, Inspiration Series. [20]
- En febrero de 2020, Ai-Da se utilizó para presentar una charla TEDx en Oxford llamada La intersección del arte y la IA. [21]
- En julio de 2020, Ai-Da apareció en el video musical de The 1975 de su canción "Yeah I Know", de su álbum Notes on a Conditional Form. En el vídeo, Ai-Da aparece dibujando una representación de la conciencia humana y generando un poema en respuesta a la letra de la canción. [22] El álbum alcanzó el número 1 en las listas de Estados Unidos.
- En octubre de 2020, Ai-Da fue presentado por las Naciones Unidas en una exposición virtual lanzada por la Organización Mundial de la Propiedad Intelectual (OMPI) titulada " OMPI: IA y PI, una experiencia virtual ". [23]
- En mayo de 2021, Ai-Da se instaló en Porthmeor Studios, St Ives. Ubicado en el Estudio 5, Ai-Da generó arte en respuesta al trabajo de Ben Nicholson, quien trabajó en el mismo espacio durante las décadas de 1930 y 1940. [24]
- En mayo de 2021, se exhibieron "autorretratos" de Ai-Da en Ai-Da: Portrait of the Robot en el Museo de Diseño de Londres. [25]
- En septiembre de 2021, Ai-Da exhibió sus primeras obras de Metaverse en el Victoria and Albert Museum durante el Festival de Diseño de Londres. [26] [27]
- En octubre de 2021, mientras ingresaba a Egipto para una exhibición en la Gran Pirámide de Giza, Ai-Da fue retenido durante diez días por guardias fronterizos que "temían que su robótica pudiera haber estado escondiendo herramientas de espionaje encubiertas". [28] La obra de arte fue parte de una exposición de arte contemporáneo que se realizó por primera vez en las pirámides en 4500 años. [28]
- En octubre de 2021, las obras de arte y la poesía generadas por Ai-Da se presentaron como parte de una exposición colectiva llamada "Dante: la invención de la celebridad" en el Museo Ashmolean de Oxford. [2] [3]
- En mayo de 2022, se presentó Algorithm Queen, una pintura generada por Ai-Da que representa a la reina Isabel II, para conmemorar su jubileo de platino. [29]
- En junio de 2022, Ai-Da fue invitado a ser "artista residente" en el Festival de Glastonbury, en el ShangriLa Field, junto con el artista disidente chino Ai WeiWei. Ai-Da pintó a los artistas principales Billie Eilish, Kendrick Lamar, Sir Paul McCartney y Diana Ross mientras interactuaba con la multitud en su estudio. [30]
- En septiembre de 2022, Ai-Da apareció en una exposición llamada " Imagining AI" de la Biblioteca Bodleiana, la Universidad de Oxford, la Escuela Cheney, el Museo Rumble, Open Doors y el Departamento de Matemáticas de la Universidad de Oxford. La serie destacó el crecimiento rápido y cambiante de la inteligencia artificial. Los asistentes pudieron ver a Ai-Da en una sesión de preguntas y respuestas y arte "en vivo". [31]
- En octubre de 2022, Ai-Da se exhibió en el Louvre de Abu Dabi y luego se utilizó para presentar una charla magistral en la Cumbre Cultural de Abu Dabi con Tim Marlow, director ejecutivo y director del Museo de Diseño de Londres, organizada por el Departamento de Cultura y Turismo de Abu Dabi. [32]
- En octubre de 2022, Ai-Da se convirtió en el primer robot humanoide en dar testimonio en la Cámara de los Lores, en el Palacio de Westminster, como parte de su investigación Un futuro creativo, examinando los desafíos potenciales para las industrias creativas y analizando cómo pueden adaptarse a medida que avanza la tecnología. Durante la sesión, el robot se apagó inadvertidamente y fue necesario reiniciarlo. [33]
- En noviembre de 2022, Ai-Da se convirtió en el primer robot en hablar en la sociedad de debate de Oxford Union. [34]
- En noviembre de 2022, Ai-Da fue destacado como un "orador invitado de honor" en el Diálogo Wadi Ashar en AlUla, Arabia Saudita. [35]
- El 7 de noviembre de 2024 se subastó por primera vez una pintura creada  por Ai-Da. La obra denominada "AI-God"  mide 2,2 metros de altura y muestra un retrato del matemático británico Alan Turing. La casa de subastas londinense Sotheby's había estimado que el cuadro se vendería en la subasta en línea entre 120.000 y 180.000 euros, “AI-God” cambió de dueño por 1,2 millones de euros. "El precio récord de hoy para la primera obra de arte de un artista robot humanoide" en una subasta refleja "la creciente intersección entre la tecnología de inteligencia artificial y el mercado mundial del arte", explicó Sotheby's. El retrato de Turing invita a los espectadores "a reflexionar sobre la naturaleza divina de la IA y las computadoras, al mismo tiempo que consideran las implicaciones éticas y sociales de estos avances", explicó Ai-Da.[36]Previamente Ai-Da había comunicado en un vídeo proporcionado por la casa de subastas que "Me intriga ver mi arte, AI-God, en Sotheby's [...] Mi obra de arte utiliza un enfoque fracturado y de múltiples capas, y esto muestra las capas emocionales e intelectuales más profundas del propio Alan Turing".[37]